# Gin tonic (álbum)
Gin tonic é o décimo-oitavo álbum da cantora Françoise Hardy, lançado na França e em outros países. A edição original foi publicada na França, em 1980.

## Edições
França, 1980 : lp 33 rpm/30 cm., Gin tonic, Pathé Marconi/EMI (2 C070-14869).
 França, 1980 : Cassete de áudio, Gin tonic, Pathé Marconi/EMI (..).

### Reedições francesas do álbum
- 1983 : LP, Gin tonic, Pathé Marconi/EMI, col. "Fame" (1148691).
- 1983 : K7, Gin tonic, Pathé Marconi/EMI, col. "Fame" (..).
- 1987 : CD, Gin tonic, EMI (1598852).
- 1987 : K7, Gin tonic, EMI, (..).

### Edições estrangeiras do álbum
- Japão, 1980 : LP, o Gin tonic, Epic (25 3P 207).
- Países Baixos, 1980 : LP, Gin tonic, EMI (1A 066-14869).
- Portugal, 1980 : LP, Gin tonic, EMI (1C 074-14869).

### Reedição estrangeira do álbum
- Japão, 1990 : CD, Gin tonic, Epic/Sony (ESCA 5193).